# Fresno, California
Fresno este cel de-al șaselea oraș în ordinea mărimii populației din statul american California fiind simultan și sediul comitatului omonim, Comitatul Fresno, cu o populație estimată oficial (de către Census Bureau) de 481.035 locuitori la 1 iulie 2006. Orașul se găsește în Central Valley, unul din locurile cele mai scumpe atât din California cât și din Statele Unite.  Orașul este centrul cultural, administrativ și economic al zonei metropolitane (sau ZM) Fresno. După zona metropolitană a orașului Sacramento, Fresno este cea de-a doua ZM a Văii centrale californiene cu o populație de 1.002.284 locuitori.

## Personalități născute aici
- Aaron Ruell (n. 1976), regizor, actor.

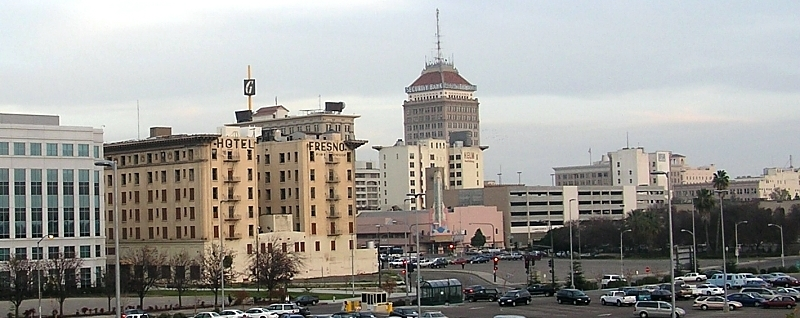
Centrul oraşului